# Salwa honorowa

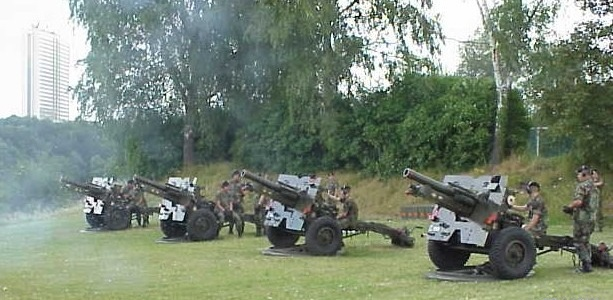
Salwa honorowa 101 wystrzałów z okazji święta narodowego Luksemburga

Salwa honorowa (salut) – salwa oddawana z dział lub broni ręcznej w celach ceremonialnych. Oddawanie salw honorowych odbywa się najczęściej przy wykorzystaniu ślepej amunicji.
Dla uświetnienia pokazów musztry paradnej albo innych uroczystości upamiętniających ważne rocznice państwowe przewiduje się niekiedy oddanie salw honorowych. Zdarza się to także podczas uroczystych pogrzebów wojskowych – wówczas salwa honorowa składa się zazwyczaj z kilku wystrzałów oddanych równocześnie (salwą) w powietrze przez pluton lub kompanię żołnierzy. Według Jędrzeja Kitowicza za panowania Augusta III salwę honorową oddawała w czasie pogrzebów wojskowych Gwardia Koronna Piesza. Na pogrzebie szeregowego żołnierza trzykrotną salwę oddawało 12 żołnierzy, na pogrzebie podoficera – 24, chorążęgo i porucznika – 36, kapitana – pełna kompania, a oficera sztabowego – cały regiment. Uświetnienie ceremonii pogrzebowych salwą przysługiwało każdemu żołnierzowi, z wyjątkiem poległych w bijatykach karczemnych, burdach i pojedynkach.
W Policji, salwę honorową oddaje się, po złożeniu do grobu trumny lub urny, w czasie uroczystości pogrzebowej poległego na służbie policjanta lub zmarłego policjanta-emeryta (na wniosek rodziny).
Artyleryjska salwa honorowa oddawana jest zazwyczaj z kilku armat, strzelających kolejno i pojedynczo; wystrzałów w sumie oddaje się – w zależności od kraju i rodzaju ceremonii – kilka, kilkanaście lub kilkadziesiąt (często – dwadzieścia jeden; np. angielska nazwa salwy honorowej brzmi właśnie 21-gun salute, choć amerykański ceremoniał przewiduje również sytuacje, w których oddawana jest salwa dziewiętnastu albo siedemnastu wystrzałów). Liczba wystrzałów zależy także od pozycji najważniejszej osoby uczestniczącej w uroczystości, np. na początku XX wieku ceremoniał wojsk niemieckich przewidywał 33 wystrzały na cześć cesarza lub cesarzowej, 21 – króla, prezydenta i innych równorzędnych, 19 – marszałka i ambasadora itd. aż do jedynie 7 wystrzałów na cześć konsula i tylko 5 – wicekonsula.
W Polsce dla uczczenia najważniejszych osób w państwie oddawany jest salut narodowy – 21 salw; tzw. salut kontradmiralski to 18 salw. W Marynarce Wojennej zasady użycia salw honorowych opisuje ceremoniał morski – zbiór zwyczajów i tradycyjnych zasad postępowania na okręcie